# كاميلا كولومبو
كاميلا كولومبو سيريه (بالإنجليزية: Camila Colombo Seré) (من مواليد 4 حزيران / يونيه 1990) وهي لاعبة شطرنج دولية في الأوروغواي.

## حياتها
من مواليد مونتيفيديو، درست كاميلا كولمبو في كلية العلوم الإنسانية في جامعة الجمهورية، كما درست علم التربية النفسية في المعهد الجامعي لجامعة CEDIIAP. في سن الثامنة، تعلمت كاميلا مع أخواتها لعب الشطرنج مع والدها. ثم ذهبت للعب في مدرسة الشطرنج في أوروغواي لنادي بانكو ريبوبليكا وشاركت في العديد من البطولات الوطنية والدولية. كانت جزءًا من فريق أوروجواي للسيدات في أولمبياد الشطرنج 2008 في دريسدن وأولمبياد الشطرنج 2012 في إسطنبول.

## الجوائز التي حصلت عليها
- 2002 - بطلة الشطرنج في الفئة الفرعية 12
- 2002 - الميدالية الذهبية في بطولة أمريكا الجنوبية[7]
- 2002 - الميدالية الذهبية للمركز الأول.[5]
- 2002 - الميدالية البرونزية عن المركز الثالث لأوروجواي في بطولة أمريكا الجنوبية
- 2009 - أستاذ دولي (شطرنج)
- 2010 - بطلة الشطرنج الوطنية[8]
- 2011 - ماجستير دولي في الشطرنج في أوروغواي[9]
- 2012 – أستاذ دولي (شطرنج)[5]
- 2013 - بطل أوروجواي للسيدات [10]

## وصلات خارجية
- كاميلا كولومبو على موقع الاتحاد الدولي للشطرنج (الإنجليزية)
- كاميلا كولومبو على موقع مباريات الشطرنج (الإنجليزية)
- كاميلا كولومبو على موقع 365Chess.com (الإنجليزية)
- كاميلا كولومبو على موقع Chesstempo.com (الإنجليزية)
- كاميلا كولومبو سجل أولمبياد الشطرنج للسيدات على موقع OlimpBase.org (الإنجليزية)

- قالب:Chess.com player